# Municipio de Chester (condado de Geauga)
El municipio de Chester (en inglés: Chester Township) es un municipio ubicado en el condado de Geauga en el estado estadounidense de Ohio. En el año 2010 tenía una población de 10255 habitantes y una densidad poblacional de 168,37 personas por km².

## Geografía
El municipio de Chester se encuentra ubicado en las coordenadas 41°32′9″N 81°20′27″O / 41.53583, -81.34083. Según la Oficina del Censo de los Estados Unidos, el municipio tiene una superficie total de 60.91 km², de la cual 60.58 km² corresponden a tierra firme y (0.53%) 0.32 km² es agua.

## Demografía
Según el censo de 2010, había 10255 personas residiendo en el municipio de Chester. La densidad de población era de 168,37 hab./km². De los 10255 habitantes, el municipio de Chester estaba compuesto por el 97.59% blancos, el 0.59% eran afroamericanos, el 0.07% eran amerindios, el 0.66% eran asiáticos, el 0.01% eran isleños del Pacífico, el 0.33% eran de otras razas y el 0.75% pertenecían a dos o más razas. Del total de la población el 1.78% eran hispanos o latinos de cualquier raza.